# شهرستان گرینسویل (ویرجینیا)
شهرستان گرینسویل، ویرجینیا (به انگلیسی: Greensville County, Virginia) یک سکونتگاه مسکونی در ایالات متحده آمریکا است که در ویرجینیا واقع شده‌است.

## خصوصیات
شهرستان گرینسویل ۷۶۹٫۲۳ کیلومترمربع مساحت دارد.